# Franklinton (Luisiana)
Franklinton é uma cidade  localizada no estado americano de Luisiana, na Paróquia de Washington.

## Demografia
Segundo o censo americano de 2000, a sua população era de 3657 habitantes.
Em 2006, foi estimada uma população de 3718, um aumento de 61 (1.7%).

## Geografia
De acordo com o United States Census Bureau tem uma área de
10,8 km², dos quais 10,7 km² cobertos por terra e 0,1 km² cobertos por água. Franklinton localiza-se a aproximadamente 60 m acima do nível do mar.

## Localidades na vizinhança
O diagrama seguinte representa as localidades num raio de 36 km ao redor de Franklinton.